# NGC 2111
NGC 2111 ist ein offener Sternhaufen im Sternbild Mensa in der Großen Magellanschen Wolke.
Das Objekt wurde am 9. Februar 1836 von John Herschel entdeckt.